# サドル (自転車)

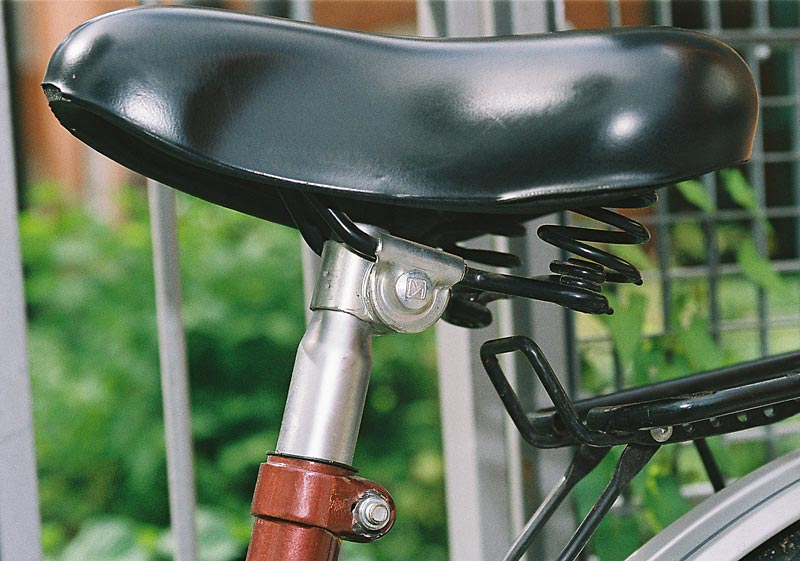
コイルスプリングを採用したサドル

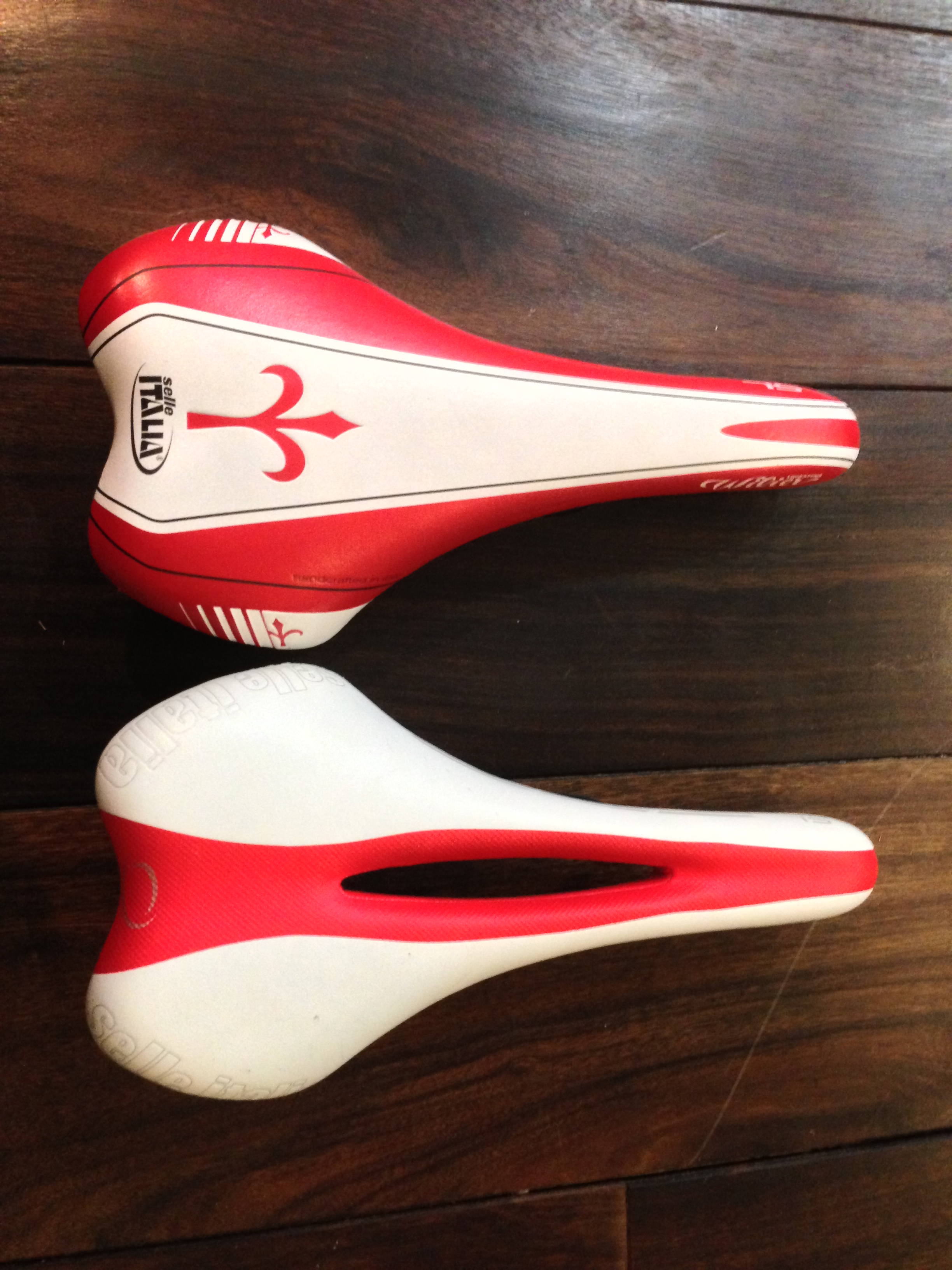
スポーツ自転車用のサドル（表）

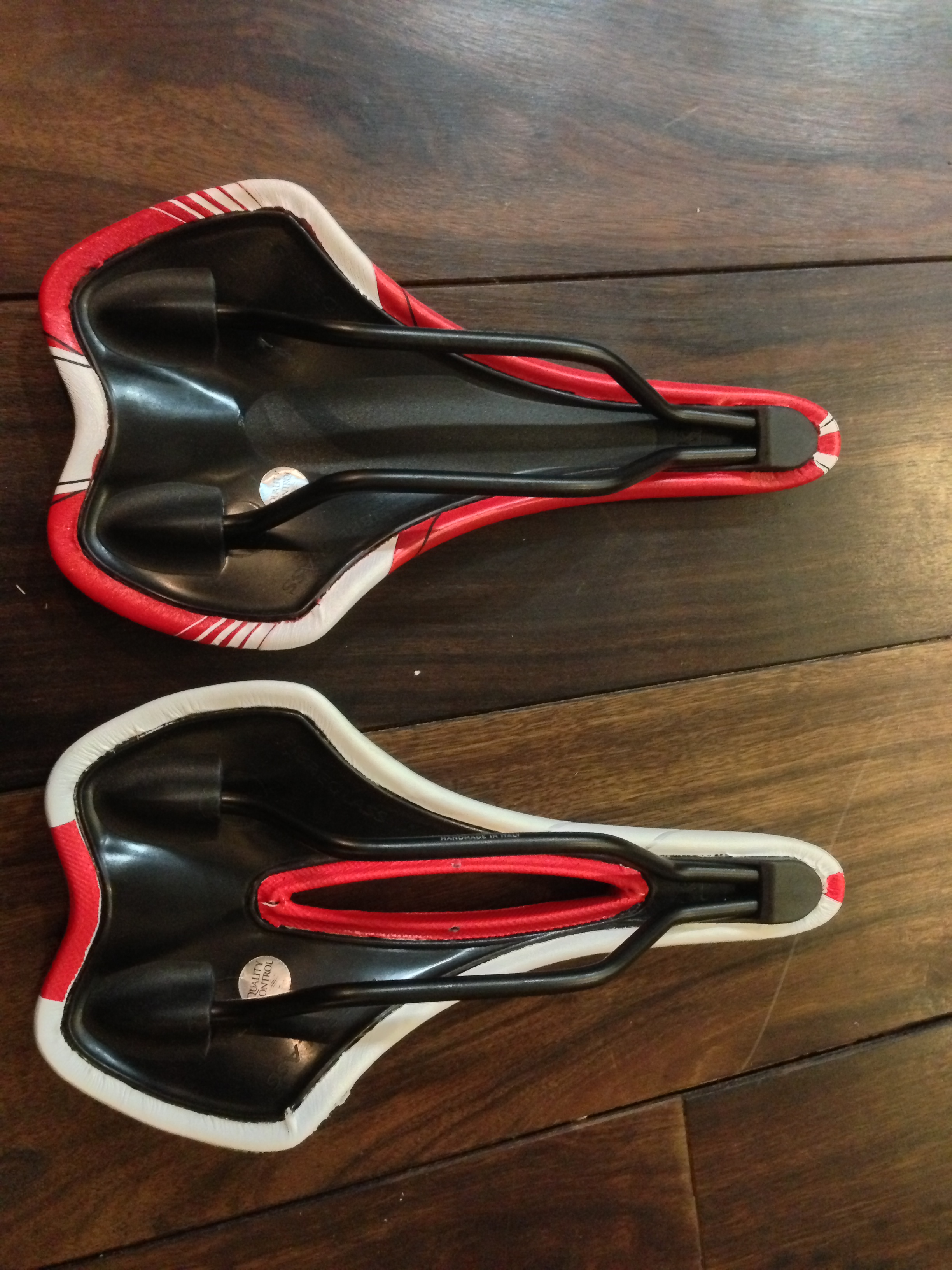
スポーツ自転車用のサドル（裏）

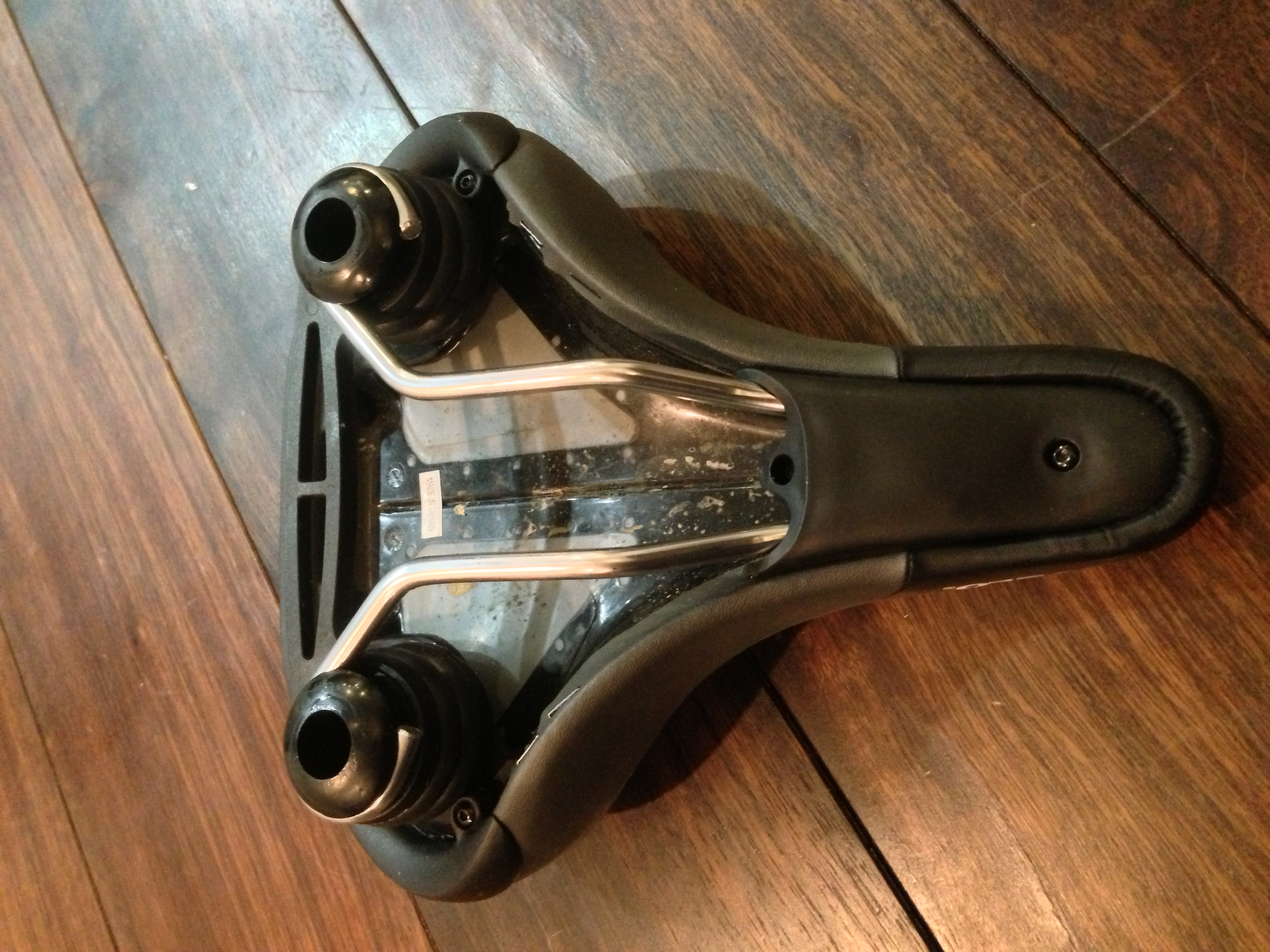
コンフォート用自転車のサドル(裏)　衝撃を吸収するダンパーが設置されている

サドル（英語: saddle）とは、自転車を構成する部品の一つで、人の尻を載せる椅子に似た機能を持つ。シート（seat）とも呼ばれる。古くは金属フレームに革を張ったものが主流であったが、近年では合成樹脂製のものが多くを占める。

## 概要
軽快車では上体が起きた直立に近い姿勢で乗車し、体重の大部分がサドルにかかる。このため軽快車のサドルは一般的に座面が大きくクッションが厚めで、サドル下のレールにコイルスプリング等を組み込んだ快適性の高いものになっている。リカンベントやクルーザーバイクなどペダルが前方にある自転車の場合は背もたれが付いていたり、サドルではなくゴーカートのようなシートが付いている。
ロードバイクなどのスポーツサイクルでは、軽快車用のものよりも細身で足が動かしやすいサドルを使用する。ペダリングの力をロスしてしまうためスプリングは使用されない。また、レース用のサドルにおいては、足の動きを妨げない形状に加えてサドル自体の軽量さが重要であり、比較的固めのものが使用される。ロードレーサー用に、炭素繊維強化プラスチック（カーボン）の板一枚で形成された重量100グラムを切る超軽量サドルも存在する。この場合、乗車する人の体重制限さえ設けている製品もある。マウンテンバイクやBMXでは競技中の転倒が頻繁に起こるので、表面を摩擦に強いケブラー繊維で覆ったり、樹脂のガードが付いている製品もある。単にバランスをとるためにサドルの場合はほとんど着座をしない場合があるので、快適性を求めない物もある。バイクトライアルでは全く着座することがないのでサドルがない構造の自転車を使う。マウンテンバイク用では「ドロッパーシートポスト」と呼ばれる事務椅子のガスシリンダーと同じ原理で走行中に高さ調整ができる部品があり、下り坂でサドルの位置を下げることができる。

## 取付方法
一般的にはシートポストを用いてシートピラーと呼ばれる部品に取り付けられる。シートピラーをフレームのシートチューブに挿入し、フレームに備えてあるシートピンを締め付けることでフレームに固定する。インテグラルシートポストといわれるシートポスト自体が長いフレームにサドルを取り付ける場合もある。サドルではなく背もたれが付いたシートを取り付ける場合はフレームに直接取り付けられる。